# بايرن إل بي
بايرن إل بي هو بنك خاضع للتنظيم العام ومقره في ميونيخ بألمانيا. وهو مملوك بنسبة 75٪ من قبل ولاية بافاريا الحرة و25٪ مملوكة لشركة جمعية بنوك الادخار في بافاريا. برصيد 220 مليار يورو و 7703 موظفًا، يعتبر البنك سابع أكبر مؤسسة مالية في ألمانيا.

## التاريخ
تأسس البنك بشكله الحالي بموجب القانون في 27 يونيو 197 ، من خلال دمج مؤسستين. وكان أول رئيس له السياسي المخضرم كارل تيودور يعقوب.
توسع البنك دوليًا في التسعينيات، واكتسب موطئ قدم في شرق آسيا وأوروبا الشرقية والولايات المتحدة. وسع البنك أيضاً تواجده الجغرافي ليشمل النمسا والبلقان.

## الأنشطة التجارية الرئيسية
كمصرف تجاري، يقدم البنك لعملائه من القطاع الخاص والتجاري مجموعة عالمية من الخدمات في الأعمال الخاصة والصناعية والاستثمارية والأجنبية. وهذا يشمل القروض وتداول الأوراق المالية وإدارة الأصول، وكذلك إصدار السندات متوسطة وطويلة الأجل والتوريق. يتم إعادة تمويل البنك من خلال مجموعة متنوعة من أدوات السندات التجارية.

## روابط خارجية
- موقع بايرن إل بي علي الإنترنت